# Annie Declerck
Annie Declerck (Brugge, 29 juni 1934 – Ukkel, 13 november 2021) was een Belgische producer, regisseur en presentatrice. Ze was tv-cultuurpionier in de begindagen van de Nederlandstalige Belgische zender BRTN.

## Biografie
Dankzij haar vader, Richard Declerck, toenmalig gouverneur van de provincie Antwerpen, kwam Annie Declerck op jonge leeftijd in contact met het theater. Vooral drama wekte haar interesse. Ze speelde zelfs een klein rolletje in Theater op Zolder, het latere Nederlands Kamertoneel, in een productie van Tone Brulin en Herman Denkens.
Van 1952 tot 1997 werkte ze voor de openbare omroep BRTN, aanvankelijk als assistente op de dienst Ontspanning, vervolgens als producer en maker van cultuurprogramma's. Ze leerde er haar man Frédéric Devreese, filmcomponist en dirigent, kennen.

### Expo 58
Op zaterdag 31 oktober 1953 ging de BRTN officieel van start, maar de grote doorbraak naar het grote publiek kwam er vijf jaar later met de tv-uitzendingen over de Wereldtentoonstelling in Brussel, Expo 58. Annie Declerck mocht met collega Pros Verbruggen in de verschillende paviljoenen op de Expo tot drie live-interviews per dag maken gedurende zes maanden. Internationale culturele beroemdheden zoals de Amerikaanse regisseur Orson Welles, de toenmalige directeur van het Bolsjoj-theater in Moskou Alexander Melik-Pashayev, de Franse schrijver Henri Perruchot, de Nederlandse componist Henk Badings en zelfs de gezagvoerder van een atoomduikboot kwamen langs voor een gesprek.

### Tv-cultuurpionier
Sinds 1959 werkte Annie Declerck aan verscheidene cultuurprogramma's op de BRTN als producer, regisseur, scenarist en interviewer. Alles met naam en faam in de culturele wereld uit binnen- en uit buitenland passeerden de revue. Ze startte met Toneelmagazine, het allereerste programma op de BRTN gewijd aan toneel en andere cultuur. Later volgden nog Horen en zien, Binnen en buiten, Zoeklicht, Kunst-Zaken, Het gerucht, Verwant en Ziggurat.

### Grote dame van de Vlaamse cultuur
Ook naast de BRTN drukte ze haar stempel op de cultuur- en theaterwereld. Ze was onder meer lid van de jury van Het Theaterfestival en van de Beoordelingscommissie Theater bij de Vlaamse overheid. Bij haar overlijden kwamen vele bedroefde reacties uit de Vlaamse culturele wereld. Auteur Stefan Hertmans noemde haar ”de grote dame van de cultuurprogramma’s van de BRT/BRTN, intellectuele getuige van een tijdperk, waardige, sterke, slimme, gevoelige, geweldige Annie”.

## Trivia
- Declerck was producente van de film Lievevrouwbedstro (1969) met acteurs Senne Rouffaer en Dora van der Groen.
- Declerck schonk meubilair en de kwartvleugelpiano van haar overleden man Frédéric Devreese voor het nieuwe cultuurcentrum Huis van Herman Teirlinck, dat het weekend voor haar overlijden zijn deuren opende.